# Odontomantis chayuensis
Odontomantis chayuensis är en bönsyrseart som beskrevs av Zheng 1989. Odontomantis chayuensis ingår i släktet Odontomantis och familjen Hymenopodidae. Inga underarter finns listade i Catalogue of Life.